# Dvořákova Praha
Dvořákova Praha je mezinárodní hudební festival, který se v Praze koná v září, tedy v době výročí narození hudebního skladatele Antonína Dvořáka (8. září 1841). První ročník se uskutečnil v roce 2008. Dramaturgicky je festival zaměřen především na díla Antonína Dvořáka, jeho současníků a žáků. Je reprezentativní přehlídkou českých i zahraničních sólistů, dirigentů, mezinárodně uznávaných orchestrů a komorních souborů, které publiku představují Dvořákovu hudbu i díla dalších světových skladatelů.
Dvořákova Praha patří mezi dva divácky nejnavštěvovanější festivaly svého druhu v České republice. V letech 2008–2024 uvedl celkem 380 koncertů dalších akcí a jeho koncertními sály prošlo téměř 250 000 návštěvníků. Většina koncertů se odehrává ve Dvořákově síni pražského Rudolfina, zejména komorní hudba je uváděna v prostorách Anežského kláštera.
Festival je členěný do několika programových řad. Základní řadou je Dvořák Collection, která prezentuje díla Antonína Dvořáka. Další součástí festivalu je Komorní řada. Její program vytváří kurátor, který je také sám jedním z interpretů. Rezidenčním orchestrem festivalu je tradičně Česká filharmonie, jejíž historicky první koncert v Rudolfinu v roce 1896 dirigoval právě Antonín Dvořák, po němž byla poté hlavní koncertní síň Rudolfina pojmenována. Další programové řady jsou Pro budoucnost, kde festival poskytuje prostor umělcům nastupující generace, Světové orchestry nebo Recitál.

## Ročníky

### 2008
Na prvním ročníku tohoto festivalu klasické hudby vystoupili například sólisté Jiří Bárta, Ivan Moravec, Martin Kasík, Pavel Šporcl a Janine Jansen.

### 2009
Druhý ročník festivalu v roce 2009 přivítal přes 13 500 posluchačů, do Prahy přišel Boris Berezovskij, Olga Trifonová, Tokyo String Quartet nebo ORF Radio-Symphonieorchester Wien. Festival nabídnul studentům do 26 let výhodné vstupné v rámci členství Klubu mladých.
V předvečer festivalu byla v rezidenci pražského primátora poprvé předána Cena Antonína Dvořáka houslistovi Josefu Sukovi.

### 2010
V roce 2010 přivítala Praha Symfonický orchestr města Birminghamu (City of Birmingham Symphony Orchestra) pod taktovkou svého hudebního ředitele Andrise Nelsonse, (sólista Paul Lewis, Dmitrije Chvorostovkého, Maria João Pires, houslistku Nicolu Benedetti či klavíristy Piotra Anderszewského a Cédrica Tiberghiena. Festival navštívilo na 15 000 posluchačů.
Cena Antonína Dvořáka byla v předvečer festivalu udělena klavíristu Ivanu Moravcovi.

### 2011
V roce 2011 festival společně s dalšími institucemi oslavoval výročí 170 let narození Antonína Dvořáka. 22 koncertů zhlédlo na 19 000 návštěvníků, koncerty v Dvořákově a Sukově síni Rudolfina doplnil koncert v katedrále svatého Víta. Na festivale vystoupili mimo jiné Filarmonica della Scalla (Daniel Harding), Bamberger Symphoniker (Jonathan Nott), Joseph Calleja, WDR Symphony Orchestra Cologne (dirigent Jukka-Pekka Saraste, trubka Hakan Hårdenberger), Royal Liverpool Philharmonic (dirigent Vasilij Petrenko) či Rotterdam Philharmonic Orchestra s Yannickem Nézet-Séguinem (violoncello Truls Mørk). Festival poprvé nabídnul samostatný koncert pro děti a koncertní sérii mladých hvězdných umělců Debut (recitál Benjamin Grosvenor, Josef Špaček aj.)
Cena Antonína Dvořáka byla v předvečer zahájení festivalu předána dirigentu Jiřímu Koutovi.

### 2012
Jubilejní pátý ročník festivalu zakončila Dvořákova Symfonie č. 8 G dur op. 88. Vrcholné autorovo dílo představil Dvořákově síni Rudolfina rezidenční orchestr festivalu – Česká filharmonie. Ta letos na festivalu vystoupila celkem pětkrát, postupně s dirigenty Jamesem Gaffiganem, Junem Märklem a s Petrem Altrichterem. Festival navštívilo na 15 000 návštěvníků. Během patnácti festivalových dní se uskutečnilo celkem 20 koncertů. Mezi nejnavštěvovanější se řadili koncerty speciální koncertní série České filharmonie s díly A. Dvořáka, J. Brahmse a P. I. Čajkovského, koncert Staatskapelle Dresden se Zubinem Mehtou, vystoupení mládežnického orchestru Youth Orchestra of Caracas, ale také např. dětský koncert.
Festival v podvečerních hodinách představil v rámci koncertní série Debut čtyři mladé mezinárodně uznávané sólisty do 30 let. Díla Antonína Dvořáka nabídnul festival publiku celkem desetkrát, čtyřikrát poté zazněla jeho díla jako přídavky.
Cena Antonína Dvořáka byla udělena v rámci donátorského večera pro MHF Dvořákova Praha 31. 3 2012 ve Španělském sále Pražského hradu. Vítězkou ceny se stala sopranistka Ludmila Dvořáková.

### 2013
Festival navštívilo na 11 000 diváků. V doprovodném programu festival nabídl tři debuty, v rámci Rodinného dne dva koncerty pro dětské publikum i jeden open air. Dále dvě divadelní představení, výrobu vlastní knihy o Antonínu Dvořákovi a čtyři setkání po potlesku s festivalovými umělci.
V roce 2013 vystoupili například Alisa Weilerstein, Jevgenij Igorjevič Kissin, Ivan Karizna, Julian Rachlin nebo Denis Kožuchin.
Cenu Antonína Dvořáka převzal tanečník a choreograf Jiří Kylián.

### 2014
V rámci sedmého ročníku na festivalu vystoupila například Izraelská filharmonie v čele se Zubinem Mehtou, Velký symfonický orchestr P. I. Čajkovského nebo elitní výběr členů Vídeňské a Berlínské filharmonie, Komorní orchestr Vídeň - Berlín. Sólově se představili mj. klavírista Krystian Zimerman či houslový virtuos Vadim Repin. V rámci programové řady Opera in Concert byla provedena první opera Antonína Dvořáka Alfred.
Cenu Antonína Dvořáka převzal šéfdirigent České filharmonie Jiří Bělohlávek před koncertem s Českou filharmonií v newyorské Carnegie Hall.

### 2015
Osmý ročník festivalu zahájil violoncellista Yo-Yo Ma ve spojení s Českou filharmonií a dirigentem Jiřím Bělohlávkem. Dále vystoupily orchestry Philharmonia Orchestra London v čele s Christophem von Dohnányim, Akademie sv. Martina v polích, TonhalleOrchester Zürich či Freiburger Barockorchester. Dalšími vystupujícími umělci byli houslistka Lisa Batiaschvili, violoncellista Gautier Capuçon, houslista David Garrett nebo pianista Piotr Anderszewski. Program Komorní řady sestavil klavírista Ivo Kahánek, který do Prahy pozval například smyčcová kvarteta Emerson Quartet nebo Tetzlaff Quartet. V koncertním provedení Opera in Concert zazněl v mezinárodním obsazení Mozartův Don Giovanni.
Laureátem Ceny Antonína Dvořáka se stal Yo-Yo Ma. Ocenění převzal z rukou ministra kultury Daniela Hermana a filantropa Karla Komárka v reprezentačních salonech Ministerstva kultury České republiky.

### 2016
Zahájení devátého ročníku patřilo jednomu z nejstarších evropských orchestrů Staatskapelle Dresden s dirigentem Christianem Thielemannem. Vedle rezidenčního orchestru České filharmonie v čele s Jiřím Bělohlávkem a Jakubem Hrůšou vystoupil také soubor London Symphony Orchestra s dirigentem Gianandreou Nosedou, který doprovodil violoncellistu Jiřího Bártu. Dále vystoupil houslista Gidon Kremer se svým souborem Kremerata Baltica či Orchestra dell’Accademia Nazionale di Santa Cecilia pod vedením Antonia Pappana. Dalšími sólisty festivalových večerů byli například houslisté Hilary Hahn a Gil Shaham.
Kurátorem Komorní řady se poprvé stala zahraniční osobnost, britský houslista Daniel Hope. V rámci série Dvořák Collection zazněly v podání České filharmonie všechny Dvořákovy symfonické básně a koncertní předehry.
Cenu Antonína Dvořáka převzal z rukou ministra kultury Daniela Hermana legendární pětaosmdesátiletý operní pěvec Richard Novák.

### 2017
Tématem programové řady Dvořák Collection v sezóně 2017 a 2018 byla všechna skladatelova kantátová a oratorní díla. Desátý ročník festivalu se proto zaměřil na operní pěvce, jako je Kristine Opolais, Piotr Beczała, René Pape, Michael Spyres, Adam Plachetka či Jan Martiník. V řadě Světové orchestry vystoupil London Philharmonic Orchestra s šéfdirigentem Vladimirem Jurowským nebo Essenští filharmonikové vedení Tomášem Netopilem, který vedl i závěrečný koncert s Vídeňskými symfoniky. Kurátorem Komorní řady se stal hornista Radek Baborák. Festival uzavřela Dvořákova kantáta Te Deum.
Cenu Antonína Dvořáka převzal z rukou ministra kultury ČR Daniela Hermana a filantropa Karla Komárka český klavírista a pedagog Ivan Klánský. Jeho recitál 18. září 2017 patřil k jednomu z vrcholů festivalu.

### 2018
V roce 2018 se v rámci Dvořák Collection završil dvouletý cyklus uvádění skladeb Antonína Dvořáka pro sbor a orchestr, jež zahrnují skladatelova oratoria, kantáty a mše. Provedením monumentálního oratoria Svatá Ludmila v původní kompletní verzi festival uctil sté výročí vzniku Československé republiky. Koncert v nastudování České filharmonie v čele s Jakubem Hrůšou a Pražského filharmonického sboru byl živě přenášen na náměstí Jana Palacha, kde se k němu přidaly četné česko-slovenské sbory. Lužanskou mši v málo prováděné Dvořákově verzi pro varhany a smyčce určené pro Rudolfinum nastudoval dirigent a varhaník Stephen Cleobury s českými sólisty a britským Orchestra of the Age of Enlightenment a sborem King's College Choir. Nedožité sté narozeniny Leonarda Bernsteina připomněla vystoupení houslistky Hilary Hahn s předním rakouským orchestrem Camerata Salzburg a klavíristy Krystiana Zimermana. V roli kurátorky Komorní řady se poprvé představila žena, izraelská klarinetistka Sharon Kam, která zároveň vystoupila i s orchestrem Akademie sv. Martina v polích.
Cenu Antonína Dvořáka poprvé získala instituce – Česká filharmonie a její šéfdirigent Semjon Byčkov ocenění převzali v Kennedy Center ve Washingtonu během jejich amerického turné.

### 2019
Během 12. ročníku festivalu se rezidenční orchestr Česká filharmonie soustředil na provedení skladeb Dvořákova blízkého přítele Petra Iljiče Čajkovského. Dvořák Collection byla zaměřena na skladatelovy instrumentální skladby, které přednesli sólisté Kian Soltani, Ivo Kahánek, Tomáš Jamník nebo Gil Shaham. Americký houslista Gil Shaham byl zároveň kurátorem a klíčovým interpretem Komorní řady. Programová řada Opera in Concert obsahovala náročné provedení prvního zhudebnění libreta druhé Dvořákovy opery Král a uhlíř, které se Symfonickým orchestrem Českého rozhlasu nastudoval dirigent Tomáš Brauner. Na festivalu vystoupil po pěti letech dirigent Zubin Mehta, jednalo se o jedno z jeho posledních vystoupení v roli šéfdirigenta Izraelské filharmonie. Zahajovací koncert řídil Christoph Eschenbach, na závěr festivalu vystoupil Neeme Järvi v čele Estonského národního symfonického orchestru a houslistka Nicola Benedetti.
Laureátkou Ceny Antonína Dvořáka se stala sopranistka Gabriela Beňačková.

### 2020
Třináctý festivalový ročník ovlivnila epidemiologická situace související s pandemií covidu-19. Program festivalu se uskutečnil podle původního dramaturgického plánu i termínu od 4. do 20. září. Vzhledem k očekávaným karanténním omezením, která se týkala příjezdu zahraničních interpretů do ČR, byl ale obsazen téměř výhradně českými umělci. Vedle rezidenčního orchestru festivalu České filharmonie se představily Collegium 1704, PKF – Prague Philharmonia či Česká Sinfonietta. V programu byli zastoupeni dirigenti Semyon Bychkov, Jakub Hrůša, Tomáš Netopil, Petr Altrichter, Václav Luks nebo Jiří Rožeň, v rolích sólistů a zároveň uměleckých vedoucích těles pak Radek Baborák a Josef Špaček. Dalšími vystupujícími umělci byli Ivo Kahánek, Martin Kasík, Duo Ardašev, Jana Boušková, Tomáš Jamník, Jan Mráček, Kateřina Kněžíková, Simona Šaturová nebo Jan Martiník. Kurátorem Komorní řady se stal klavírista Lukáš Vondráček. Programová řada Beethoven 250 připomněla výročí narození slavného skladatele provedením Deváté symfonie v nastudování Mladé filharmonie Dvořákovy Prahy pod vedením Tomáše Netopila. Prostřednictvím dvou recitálových večerů a klavírního maratónu nabídl festival publiku souborné provedení skladeb Antonína Dvořáka pro sólový a čtyřruční klavír.
Laureátem Ceny Antonína Dvořáka se stal dirigent Jakub Hrůša.

### 2021
Čtrnáctý ročník festivalu se uskutečnil opět za účasti nejen českých, ale i mezinárodních interpretů a v souladu s platnými protiepidemickými opatřeními rovněž za přítomnosti publika v koncertních sálech. Světové orchestry v programu zastupovali Vídeňští filharmonikové (dirigent Herbert Blomstedt), Filarmonica della Scala (dirigent Andrés Orozco-Estrada, sólisté Daniel Müller-Schott a Julian Rachlin), Bamberští symfonikové (dirigent Jakub Hrůša, sólisté Kateřina Kněžíková a Jan Mráček), Akademie sv. Martina v polích (sólista Josef Špaček) a Camerata Salzburg (dirigent a sólista Francois Leleux).
Kurátorem Komorní řady byl klavírista Boris Giltburg. K provedení klavírních trií a kvintetů Antonína Dvořáka přizval členy Pavel Haas Quartet, dalšími interprety autorových kvintetů byli členové Panochova kvarteta společně s britským klavíristou Andrásem Schiffem.
Sir András Schiff se stal laureátem Ceny Antonína Dvořáka pro rok 2021, ocenění převzal při svém vystoupení ve Dvořákově síni 20. září 2021.

### 2022
Patnáctou Dvořákovu Prahu zahájilo vystoupení Mnichovských filharmoniků s dirigentem Myung-Whun Chungem a violoncellistou Pablem Ferrándezem. V programové řadě Světové orchestry se představil Clevelandský orchestr a jeho šéfdirigent Franz Welser-Möst, Královský filharmonický orchestr s dirigentem Vasilym Petrenkem a sólistou Lukášem Vondráčkem a Symfonický orchestr Švédského rozhlasu s dirigentem Danielem Hardingem a sólistkou Veronikou Eberle. Dirigent Semjon Byčkov spolu s orchestrem České filharmonie a Pražským filharmonickým sborem nastudoval koncertní provedení opery Antonína Dvořáka Rusalka. V pěveckých rolích se představili například litevsko-arménská sopranistka Asmik Grigorian (Rusalka), ukrajinský tenorista Dmytro Popov (Princ), americká mezzosopranistka Jamie Barton (Ježibaba) nebo basista Jan Martiník (Vodník).
Kurátory Komorní řady se na tento a příští dva ročníky stali členové Pavel Haas Quartet, kteří přijali roli garantů kompletního provedení smyčcových kvartetů Antonína Dvořáka. Na projektu spolupracují s významnými českými i zahraničními soubory, v roce 2022 například s Jerusalem Quartet nebo Bennewitzovým kvartetem.
Řada Pro budoucnost zahrnovala například koncert Symfonického orchestru Pražské konzervatoře s dirigentem Petrem Altrichterem a houslistou Danielem Matejčou.
Cenu Antonína Dvořáka 2022 získal Pražský filharmonický sbor. 

### 2023
Šestnáctý ročník festivalu nabídl v řadě Světové orchestry dvě vystoupení Tonhalle-Orchester Zürich s dirigentem Paavem Järvim, dvě vystoupení Izraelské filharmonie pod vedením Lahava Shaniho a koncert Vídeňských filharmoniků s dirigentem Jakubem Hrůšou a sólistou Igorem Levitem. Významné postavení v programu zaujímala řada Brahms 190, která připomínala výročí narození Dvořákova blízkého přítele a mentora Johannese Brahmse.
Komorní řada s kurátory Pavel Haas Quartet pokračovala v provádění smyčcových kvartetů Antonína Dvořáka, tento rok si každý soubor pro své vystoupení přizval hosta nebo hosty. Například s Pavel Haas Quartet vystoupila violoncellistka Anastasia Kobekina, se Schumann Quartet klarinetistka Sharon Kam a s Bennewitzovým kvartetem mezzosopranistka Markéta Cukrová a herec Daniel Bambas.
Součástí řady Pro budoucnost byla mimo jiné finálová kola soutěže Concertino Praga v komorní a sólové kategorii, klavírní recitál Giuseppeho Guarrery nebo dvě světové premiéry skladeb zkomponovaných přímo pro festival. Provedení Ďábelského rozmaru z pera Jiřího Gemrota se ujala Akademie komorní hudby se svým uměleckým vedoucím Tomášem Jamníkem, skladbu Lesní scény Jana Ryanta Dřízala provedlo Sedláčkovo kvarteto s klavíristou Matoušem Zukalem.
Počet diváků poprvé v historii dosáhl hranice 17 tisíc.
Laureátem Ceny Antonína Dvořáka 2023 se stalo Panochovo kvarteto.

### 2024
V roce 2024, kdy si Česká republika připomněla Rok české hudby, se Dvořákova Praha uskutečnila ve dnech 6.–24. září. Rezidenčním umělcem byl světově nejžádanější český dirigent Jakub Hrůša, dále vystoupili například Vídeňští filharmonikové, legendární klavíristka Martha Argerich nebo americký houslista Joshua Bell. Poprvé v historii festivalu se jeden z koncertů konal na Výstavišti Praha. Pod širým nebem zde 11. září provedl Jakub Hrůša v čele spojených orchestrů České filharmonie a Bamberských symfoniků Symfonii č. 7 Gustava Mahlera. Koncert s názvem Spojeni Mahlerem, který navštívilo více než dva tisíce diváků, živě přenášela ČT art.
V rámci Komorní řady se uzavřel tříletý projekt uvádění smyčcových kvartet Antonína Dvořáka pod kurátorským vedením Pavel Haas Quartetu. Jeho vrcholem bylo společné vystoupení členů několika českých i zahraničních kvartetních souborů 23. září při pro vedení Dvořákovy Serenády E dur pro smyčcové nástroje.
Cenu Antonína Dvořáka 2024 získal australský divadelní a operní režisér Barrie Kosky.

### 2025
Osmnáctý ročník Dvořákovy Prahy se bude konat ve dnech 5.–23. září. V listopadu 2024 oznámili pořadatelé účast Frankfurtského rozhlasového symfonického orchestru, který bude řídit Alain Altinoglu, a jako sólista v Sibeliově Houslovém koncertu s nimi vystoupí Julian Rachlin. Festival také nabídne recitál britského klavíristy Paula Lewise a koncert České filharmonie s houslistou a dirigentem Leonidem Kavakosem.
Program celého ročníku 2025 bude zveřejněn 13. března.

## Organizace
Festival pořádá Akadem. ie klasické hudby, zapsaný ústav, která byla založena v roce 2002 s cílem propagovat a popularizovat české hudební umění v České republice i v zahraničí. Vznik festivalu inicioval podnikatel a filantrop Karel Komárek. Jeho investiční skupina KKCG vystupovala v pozici generálního partnera až do roku 2017. Od ročníku 2018 je festival podporován prostřednictvím rodinné nadace Karel Komárek Family Foundation.
Uměleckým vedením festivalu je od ročníku 2019 pověřen klavírista a manažer Jan Simon. V letech 2013–2018 festival a jeho program formoval Marek Vrabec. V této pozici vystřídal spoluzakladatele a intendanta festivalu Vladimíra Darjanina, který je bývalým ředitelem České filharmonie a generálním manažerem výstavy „Deset století architektury“.
Rezidenčním orchestrem festivalu je Česká filharmonie.

### Klub mladých
Klub mladých příznivců klasické hudby při MHF Dvořákova Praha je určený všem žákům a studentům do 26 let, kteří jsou držiteli platných průkazů ISIC. Jeho cílem je nabízet studentům vstupenky za nižší ceny (včetně tzv. Studentského speciálu v ceně 100 Kč) a podpořit je v zájmu o klasickou hudbu.

### Debut
Koncertní sérii Debut, která představovala pražskému publiku mladé talentované a mezinárodně ceněné umělce do 30 let, festival poprvé uvedl v roce 2011. Na čtyřech koncertech měli návštěvníci možnost vyslechnout moderované recitály klavíristy Benjamina Grosvenora, mezzosopranistky Daniely Baňasové, houslisty Josefa Špačka a klarinetisty Dmitrije Rasul-Karejeva. Původně byla určena především pro Klub mladých, pokračovala recitály (Leonard Elschenbroich) v Koncertním sále Pražské konzervatoře v Praze. Později v rámci programové řady Debut vystoupili umělci jako Olga Šroubková (2017), Bomsori Kim (2018) nebo Boris Giltburg (2019). Od roku 2020 se na prezentaci umělců na počátku hudební dráhy zaměřuje programová řada Pro budoucnost.